# Kirchenkreis Koblenz
Der Kirchenkreis Koblenz ist einer der 37 Kirchenkreise der Evangelischen Kirche im Rheinland. Sitz der Superintendentur des Kirchenkreises ist Koblenz.

## Gebiet
Der Kirchenkreis ist (nach dem Kirchenkreis Trier) flächenmäßig der zweitgrößte Kirchenkreis der Landeskirche. Sein Gebiet erstreckt sich über die linke (westliche) Rheinseite von Oberwinter im Norden bis Oberdiebach im Süden und reicht nach Westen weit in die Eifel hinein. Er umfasst neben der Stadt Koblenz (einschließlich der rechtsrheinischen Stadtteile) auch die Landkreise Ahrweiler und Mayen-Koblenz sowie Teile der Landkreise Cochem-Zell, Mainz-Bingen, Vulkaneifel und des Rhein-Hunsrück-Kreises.
Der Kirchenkreis grenzt, von Süden aus im Uhrzeigersinn, an die rheinischen Kirchenkreise An Nahe und Glan, Simmern-Trarbach, Trier, Aachen, Bad Godesberg-Voreifel, An Sieg und Rhein und Wied sowie an die Evangelische Kirche in Hessen und Nassau.

## Geschichte
Zum Kirchenkreis gehören Kirchengemeinden, die schon im 16. Jahrhundert entstanden, aber auch solche, die erst im 19. oder frühen 20. Jahrhundert gegründet wurden.
Die älteste Gemeinde im Kirchenkreis und in der ganzen Landeskirche ist Sankt Goar, wo Landgraf Philipp von Hessen bereits zu Neujahr 1528 die Reformation einführte. Auch die benachbarten Gemeinden Werlau (mit der Filialgemeinde Holzfeld) und Biebernheim (inzwischen sowohl kommunal als auch kirchlich zu Sankt Goar gehörig) sowie Pfalzfeld sind seit dieser Zeit evangelisch. Es folgten die Gemeinden des sogenannten Viertälergebiets (Bacharach, Steeg, Oberdiebach und Manubach), die 1556 im Rahmen der Reformation in der Kurpfalz evangelisch wurden. Ebenso wie in diesen südlichsten Gemeinden ist die reformierte Prägung in den beiden nördlichsten Gemeinden noch besonders stark, in Oberwinter und Remagen, die zum Herzogtum Jülich und somit zur durch die Duisburger Generalsynode von 1610 gegründeten presbyterial-synodal verfassten reformierten Kirche von Jülich-Kleve-Berg gehörten. Weitere Gemeinden, die schon im 16. Jahrhundert evangelisch wurden, sind Winningen (zur Grafschaft Sponheim gehörig) und Bendorf (zur Grafschaft Sayn).
In den übrigen Gebieten, die größtenteils zu Kurtrier oder Kurköln gehörten, blieben die Ansätze zur Gründung evangelischer Gemeinden erfolglos. In Koblenz konnte 1802/03 während der Zugehörigkeit zu Frankreich eine Gemeinde gebildet werden. Sie nahm einen starken Aufschwung, nachdem die Stadt 1815 mit dem gesamten rheinischen Teil von Kurtrier an das Königreich Preußen gefallen war und zur Hauptstadt der Rheinprovinz wurde.
Im Zuge der Neuordnung der kirchlichen Verhältnisse wurde 1817 als einer von ursprünglich 22 Kirchenkreisen auch der Kirchenkreis Koblenz (nach damaligem Sprachgebrauch meist Synode Koblenz) gegründet, in dem die lutherischen und reformierten Gemeinden sowie die unierte Gemeinde Koblenz vereinigt waren. Durch den Zuzug von Evangelischen (vor allem von preußischen Beamten und Offizieren) entstanden im 19. Jahrhundert auch in etlichen weiteren Städten (Mayen, Linz am Rhein, Boppard, Andernach, Neuenahr, Cochem, Oberwesel, Bad Breisig, Vallendar und Adenau) Gemeinden, die sich dem Kirchenkreis anschlossen. Weitere Gemeinden wurden nach dem Zweiten Weltkrieg gegründet. Die Gemeinden Engers, Bad Hönningen und Linz wechselten 1973 in den Kirchenkreis Wied.
Während des Kirchenkampfes war der Kirchenkreis Schauplatz heftiger Konflikte zwischen Anhängern der Deutschen Christen und der Bekennenden Kirche (BK). Führender Vertreter der BK war Carl Sachsse (1889–1967) aus Oberwinter, von 1941 bis 1959 Superintendenturverwalter bzw. Superintendent. Von 2004 bis 2009 amtierte Markus Dröge als Superintendent, der dann Bischof der Evangelischen Kirche Berlin-Brandenburg-schlesische Oberlausitz (EKBO) wurde.

## Gemeinden
Zum Kirchenkreis gehören derzeit (Januar 2023) 24 Gemeinden, in denen zum 1. Januar 2021 77.700 Gemeindeglieder (= 14,0 % der Bevölkerung) lebten:
- Adenau
- Andernach
- Bad Breisig
- Bad Neuenahr
- Bendorf
- Boppard
- Cochem
- Emmelshausen-Pfalzfeld
- Koblenz-Karthause
- Koblenz-Lützel
- Koblenz-Mitte
- Koblenz-Pfaffendorf
- Maifeld
- Mayen
- Mendig
- Oberwinter
- Plaidt
- Remagen-Sinzig
- St. Goar
- Urmitz-Mülheim
- Vallendar
- Vierthäler
- Weißenthurm
- Winningen

Siehe auch
Kategorie:Kirchengebäude des Kirchenkreises Koblenz

## Leitung
Oberstes Organ des Kirchenkreises ist die Kreissynode, die in der Regel zweimal im Jahr tagt. Zwischen den Tagungen der Kreissynode wird der Kirchenkreis vom Kreissynodalvorstand (KSV) geleitet. Dem Kreissynodalvorstand wie auch der Kreissynode sitzt der Superintendent vor, der jeweils für acht Jahre von der Kreissynode gewählt wird. Hauptamtlicher Superintendent ist seit Juli 2014 Pfarrer Rolf Stahl.